# Ilaix Moriba
Ilaix Moriba, właśc. Moriba Kourouma Kourouma (ur. 19 stycznia 2003 w Konakry) – gwinejski piłkarz hiszpańskiego pochodzenia, występujący na pozycji pomocnika w hiszpańskim klubie Celta Vigo, do którego jest wypożyczony z niemieckiego RB Leipzig oraz w reprezentacji Gwinei. Wychowanek FC Barcelony.

## Kariera klubowa
Juniorską karierę piłkarską Moriba rozpoczynał w klubie RCD Espanyol. W 2010 roku zaczął występować w juniorskich drużynach FC Barcelony. W 2019 roku zadebiutował w drużynie rezerw Barcelony – FC Barcelonie B. 21 stycznia 2021 roku zadebiutował w pierwszej drużynie Barcelony, w 1/16 finału Pucharu Króla, przeciwko klubowi UE Cornellà. 13 lutego 2021 roku zadebiutował w La Lidze, w meczu przeciwko Deportivo Alavés. 6 marca 2021 roku strzelił pierwszą bramkę w barwach pierwszego zespołu Barcelony, w ligowym meczu z Osasuną. 10 marca 2021 w meczu przeciwko PSG zaliczył debiut w Champions League. 10 kwietnia 2021 zadebiutował w El Clásico. 8 maja 2021 wystąpił w meczu z Atlético Madryt.

## Statystyki kariery
Stan na 22 maja 2021
| Klub               | Sezon              | Liga  | Liga   | Puchar kraju | Puchar kraju | Liga Mistrzów | Liga Mistrzów | Inne  | Inne   | Suma  | Suma   |
| Klub               | Sezon              | Mecze | Bramki | Mecze        | Bramki       | Mecze         | Bramki        | Mecze | Bramki | Mecze | Bramki |
| ------------------ | ------------------ | ----- | ------ | ------------ | ------------ | ------------- | ------------- | ----- | ------ | ----- | ------ |
| FC Barcelona B     | 2019/20            | 8     | 1      | –            | –            | –             | –             | 3     | 0      | 11    | 1      |
| FC Barcelona B     | 2020/21            | 10    | 1      | –            | –            | –             | –             | 0     | 0      | 10    | 1      |
| FC Barcelona B     | Ogólnie            | 18    | 2      | –            | –            | –             | –             | 3     | 0      | 21    | 2      |
| FC Barcelona       | 2020/21            | 14    | 1      | 3            | 0            | 1             | 0             | 0     | 0      | 18    | 1      |
| Ogólnie w karierze | Ogólnie w karierze | 32    | 3      | 3            | 0            | 1             | 0             | 3     | 0      | 39    | 3      |

## Kariera reprezentacyjna
W 2019 roku Moriba zadebiutował w młodzieżowych reprezentacjach Hiszpanii: U-17 i U-18.

## Sukcesy

### FC Barcelona
- Puchar Króla: 2020/2021